# Charles Léo Lesquereux
Charles Léo Lesquereux (Fleurier, 18 de novembro de 1806 - Columbus, 25 de outubro de 1889) foi um explorador, paleobotânico e briólogo suíço.

## Biografia
Era filho de Aimé (huguenote francês) e de Marie Anne Lesquereux. Embora com alto grau de surdez finalizou seus estudos na  "Academia de Neufchatel", especializando-se em fósseis e em musgos. Ali conheceu sua futura esposa, Sophia von Reichenberg. 
Como especialista em pântanos, trabalhou para o governo suíço de 1844 a 1848, antes de instalar-se em Boston, EUA. Lá continuou o trabalho técnico de Louis Agassiz (1807-1873) sobre a formação da hulha. 
Chegou aos Estados Unidos em 1848 completamente surdo. Lá conduziu as pesquisas sobre os depósitos de carvão em Illinois, Indiana, Mississippi e Kentucky. Foi colaborador de William Starling Sullivant em seus estudos de briologia, já que era um especialista em fósseis botânicos. Participou em nove expedições botânicas pelos Estados Unidos 
Foi membro da Academia Nacional de Ciências dos Estados Unidos.

## Obras
- Description of the Coal Flora of the Carboniferous Formation in Pennsylvania and Throughout the United States. Três vols. 1880-1884
- Icones Muscorum. Dois vols  (1864)
- Com W. S. Sullivant, publicou duas edições de um tratado denonominado Musci Exsiccati Americani (1856, 1865)

## Homenagens
O gênero botânico Lesquerella da família Brassicaceae foi nomeado em sua honra. 